# Ramón Cabrera (baseball)
Pour les articles homonymes, voir Ramón Cabrera et Cabrera.
Ramón Salvador Cabrera (né le 5 novembre 1989 à Caracas au Venezuela) est un receveur des Reds de Cincinnati de la Ligue majeure de baseball.

## Carrière
Ramón Cabrera signe son premier contrat professionnel le 11 avril 2008 avec les Pirates de Pittsburgh. Il débute la même année en ligues mineures avec le club affilié des Pirates au Venezuela, avant de rejoindre un de leurs clubs-écoles aux États-Unis en 2009. Le 5 décembre 2012, les Pirates échangent Cabrera aux Tigers de Détroit pour le lanceur gaucher des mineures Andy Oliver. Après avoir joué 2013 et presque toute la saison 2014 avec des clubs affiliés aux Tigers, il retourne aux Pirates lorsque ceux-ci le réclament au ballottage le 13 août 2014.
Devenu agent libre, il rejoint les Reds de Cincinnati pour l'année 2015 et est nommé meilleur joueur de la saison chez les Bats de Louisville, le club-école de niveau AAA de la franchise. 
Il fait ses débuts dans le baseball majeur avec les Reds le 5 septembre 2015 face aux Brewers de Milwaukee.